# Кіш (Хормозган)
Кіш (перс. كيش) — портове місто на півдні Ірану, у провінції Хормозган. Входить до складу шахрестану Бендер-Ленге. Шосте за чисельністю населення місто провінції. 

## Географія
Місто розташоване в західній частині Хормозгана, на північному узбережжі однойменного острова. Кіш розташовано на відстані приблизно 230 кілометрів на захід-південно-захід (WSW) від Бендер-Аббаса, адміністративного центру провінції, і на відстані 1040 кілометрів на південно-південний-схід (SSE) від Тегерана, столиці країни. У південно-західній частині міста розташований міжнародний аеропорт (IATA: KIH, ICAO: OIBK). 

## Населення
За даними перепису, на 2006 рік населення становило 20 667 осіб; у національному складі переважають перси та араби. 
1. ↑  جمعیت به تفکیک تقسیمات کشوری
2. ↑  GeoNames — 2005.
3. ↑  Maps, Weather, and Airports for Kish, Iran. www.fallingrain.com. Процитовано 2 листопада 2022.